# Макеевка (Черкасская область)
Маке́евка (укр. Макіївка) — село в Смелянском районе Черкасской области Украины.

## История
В 1938 году в селе была построена семилетняя школа, к 1940 году здесь были построены сельский клуб, две библиотеки (с книжным фондом 10 тыс. книг), медпункт и детские ясли.
В ходе Великой Отечественной войны 5 августа 1941 года село было оккупировано наступавшими немецкими войсками, 30 января 1944 года - освобождено частями 2-го Украинского фронта.
В 1972 году численность населения составляла 2106 человек, здесь действовали колхоз, пять животноводческих ферм и сельская электростанция.
Весной 1973 года на землях колхоза "Червона Украина" в селе Макеевка были созданы семь воспроизводственных участков для серой куропатки общей площадью 25 га.
По переписи 2001 года население составляло 1327 человек.

## Транспорт
- соединено автодорогой с городом Смела[1]

## Местный совет
20754, Черкасская обл., Смелянский р-н, с. Макеевка, ул. Ленина, 20